# Rappville
Rappville är en ort i Australien. Den ligger i kommunen Richmond Valley och delstaten New South Wales, i den sydöstra delen av landet, omkring 560 kilometer norr om delstatshuvudstaden Sydney. Antalet invånare är 261.
Runt Rappville är det mycket glesbefolkat, med 4 invånare per kvadratkilometer.. Det finns inga andra samhällen i närheten.
I omgivningarna runt Rappville växer huvudsakligen savannskog. Genomsnittlig årsnederbörd är 1 445 millimeter. Den regnigaste månaden är januari, med i genomsnitt 220 mm nederbörd, och den torraste är oktober, med 28 mm nederbörd.